# Paradigalla
Paradigalla – rodzaj ptaków z rodziny cudowronek (Paradisaeidae).

## Rozmieszczenie geograficzne
Rodzaj obejmuje gatunki występujące na Nowej Gwinei.

## Morfologia
Długość ciała samic 22–35 cm, samców 23–37 cm; masa ciała samic 155–170 g, samców 160–184 g.

## Systematyka
Rodzaj zdefiniował w 1835 roku francuski zoolog René Lesson w publikacji własnego autorstwa poświęconej historii naturalnej ptaków rajskich. Gatunkiem typowym jest (oznaczenie monotypowe) tarczonos długosterny (P. carunculata).

### Etymologia
- Paradigalla: rodzaj Paradisaea Linnaeus, 1758 (cudowronka); łac. gallus ‘kogut’[5]
- Lobopsis: gr.  λοβος lobos ‘płatek’; οψις opsis ‘wygląd’[6]. Typ nomenklatoryczny (późniejsze oznaczenie)[7]: Paradigalla carunculata Lesson, 1835.

### Podział systematyczny
Do rodzaju należą następujące gatunki:
- Paradigalla carunculata Lesson, 1835 – tarczonos długosterny
- Paradigalla brevicauda Rothschild & E. Hartert, 1911 – tarczonos kusy